# Micropteropus
Micropteropus és un gènere de ratpenats de la família dels pteropòdids.
Comprèn les següents espècies:
- Micropteropus intermedius
- Micropteropus pusillus